# کالاس جاودان
کالاس جاودان (انگلیسی: Callas Forever) فیلمی در ژانر موزیکال به کارگردانی فرانکو زفیرلی است که در سال ۲۰۰۲ منتشر شد. این فیلم ادای دینی از جانب زفیرلی به دوست قدیمی ماریا کالاس خواننده نامدار اپرا بود.

## بازیگران
- فنی اردان
- جرمی آیرونز
- جوآن پلورایت
- گابریل گارکو
- جی رودن
- گابریل اسپاهیو